# Temelucha longicauda
Temelucha longicauda är en stekelart som beskrevs av Kolarov 1996. Temelucha longicauda ingår i släktet Temelucha och familjen brokparasitsteklar. Inga underarter finns listade i Catalogue of Life.